# Marie-Françoise Christout
Marie-Françoise Christout est une spécialiste française de la danse baroque et classique, née à Neuilly-sur-Seine le 13 février 1928 où elle est morte le 4 mai 2019,.

## Biographie
Docteur ès lettres, historienne de l'art et des spectacles, elle a été bibliothécaire à la Bibliothèque de l'Arsenal dès 1960, puis longtemps conservatrice au Département des Arts du Spectacle de la Bibliothèque nationale de France. Spécialiste de renommée internationale, elle a régulièrement contribué à la revue Les Saisons de la danse, ainsi qu'aux revues anglophones Dance Magazine et Dance and Dancers.

## Publications
- Le Merveilleux et le “théâtre du silence” en France à partir du XVIIe siècle, Paris, La Haye, Mouton, 1965.
- Histoire du ballet, Paris, P.U.F., coll. Que sais-je ?, 1966.
- Le Ballet de cour de Louis XIV (1643-1672), Paris, A. et J. Picard et Cie, 1967. Réédition Paris, Picard, Centre national de la danse, 2005  (ISBN 2-7084-0742-2).
- Maurice Béjart, Paris, Pierre Seghers, 1972.
- Le Ballet de cour au XVIIe siècle, Genève, Minkoff, 1987  (ISBN 2-8266-0812-6).
- Le Ballet occidental. Naissance et métamorphoses, XVe – XXe siècle, Paris, Desjonquères, 1995  (ISBN 2-904227-87-3).